# Reteporellina capistrata
Reteporellina capistrata är en mossdjursart som beskrevs av Harmer 1934. Reteporellina capistrata ingår i släktet Reteporellina och familjen Phidoloporidae. Inga underarter finns listade i Catalogue of Life.